# Marinera
A Marinera é uma dança típica da costa do Peru, derivada da jota aragonesa, da Zamacueca e da cueca. Um traço característico da dança é o uso de lenços pelos dançarinos. Sua música tem traços acentuadamente nacionais, constituindo uma música peruana de identidade própria. 
De acordo com o musicólogo argentino Carlos Vega, a marinera já foi designada "tondero", "mozamala", "resbalosa", "baile da terra", "zajuriana", até que em 1879, o músico e político peruano Abelardo Gamarra Rondó (conhecido como "el Tunante”) rebatizou a dança como "marinera". A razão da mudança foi a declaração de guerra do Chile contra o Peru e o intuito de prestar uma homenagem à Marinha de Guerra, especialmente à tripulação do encouraçado Huáscar, então comandado por Miguel Grau, insigne herói peruano.
Em 30 de janeiro de 1986, a marinera e todas suas variantes – coreográficas, musicais e regionais – foram declaradas Patrimônio Cultural Imaterial do Peru pelo Instituto Nacional de Cultura do Peru, tendo sido a primeira declaração dessa espécie concedida pelo Estado peruano. Em 2012, o Congresso da República do Peru determinou que o dia 7 de outubro, data de nascimento de Augusto Áscuez Villanueva – um dos principais intérpretes de marinera –, fosse oficializado como o "Dia da Marinera".

## Denominação
Segundo o músico e compositor chileno José Zapiola Cortés, a zamacueca haveria chegado ao Chile no período entre 1824 e 1825. Ali haveria adquirido modalidades e caracteristicas próprias, transformando-se na Cueca. Ao final da Guerra da Confederação (1836-1839), junto com as tropas chilenas do Exército Unido Restaurador a zamacueca chegou ao Peru, onde se converteu no baile mais popular durante os anos 1860 e 1870, tornando-se conhecida como "chilena".
No sábado 8 de março de 1879, em sua coluna "crônica local" do jornal "El Nacional", Abelardo Gamarra "O Tunante" resenhou o rebatismo das danças chamadas "chilenas" como "marineras".
Vinte anos depois, na seçao "El baile nacional" de seu livro "Rasgos de pluma", Gamarra assinalou:
Entre fines do século XIX e inicios do XX, o apelido "chilena" seguiu se usando. Embora, com a Guerra com Chile, a Ocupação de Lima e a aparição da "Guardia Vieja", terminou por se impôr definitivamente o nome de "marinera" a que foi declarada dança nacional.

## Origem
Têm fontes que assinalam que a Marinera "vêm da jota aragonesa, da zamacueca e da Cueca, desliga-se do seu nome anterior ("chilena") como consequência da Guerra do Pacífico e assume uma conotação nacionalista para se converter numa versão de música peruana com identidade própria".
Existe um debate respeito às distintas influências e vertentes que deram origem a esta dança entre três correntes que intentam explicar-o>

### Corrente peruanista
Esta corrente sustenta que a origem desta dança é exclusivamente peruano. O historiador peruano Rómulo Cúneo Vidal assinala que a zamacueca era uma dança de descanso, cujo nome provém do quechua zawani que significa "dança do dia de descanso" e que zamiquiqui era, nos tempos do vice-reino, o descanso camponês depois da uma semana de trabalho. Seus ditos se respaldam em huacos da cultura mochica e inca onde as mulheres têm as maos na cintura e os homems, na espalda, além disso, ambos sustentam uma bolsa o lençol.

### Corrente hispanista
Esta corrente sustenta que a marinera estaria inspirada nas danças vice-reais  como o minueto, cuadrilha e rigodon. Estes haveriam sido copiados pela servidão e, depois, pelo povo. As melodias, os tons, a violão e a harpa conformam o aporte hispânico à dança.
Os ritmos europeus como o fandango permitiram a criação da sajuriana chilena, o zambo venezolano, o cielo rioplatense, o bambuco granadino, o amor fino equatoriano e o toro mata peruano.
O argentino Carlos Vega argumenta que a zamacueca nasceu no 1610 no bairro limenho de Malambo, assinalando que é uma dança de pareja solta, picaresco e onde os dançantes usam um lençol na mão.

### Corrente africanista
Esta corrente sustenta que a sua origem é afro-peruana ja que têm sido zambos e pretos os principais dançantes. A denominação "zamacueca" proviria da "zamba cueca" onde a "zamba" (mulher mestiça preto-indígena) realiza movimentos como quando uma galinha-choca que têm posto um ovo. O músico e poeta peruano Nicomedes Santa Cruz assinala que a denominação provêm de "zamba" e "cuque" que, no dialeto kimbundu, quer dizer "licença para começar o lundu".
Ao início do século XIX, a dança chamou-se "zamba" e depois "zamacueca", o que os africanistas consideram como a origem da marinera e de outras danças como a "mozamala", a "cueca" e o "baile do lencolinho".
O costumbrista Fernando Romero assinala que a dança colonial chamada "zamba" é a mãe da zamacueca e avó da marinera. O pesquisador José Durand sustenta que a zamacueca é a mãe da marinera.

## Variantes

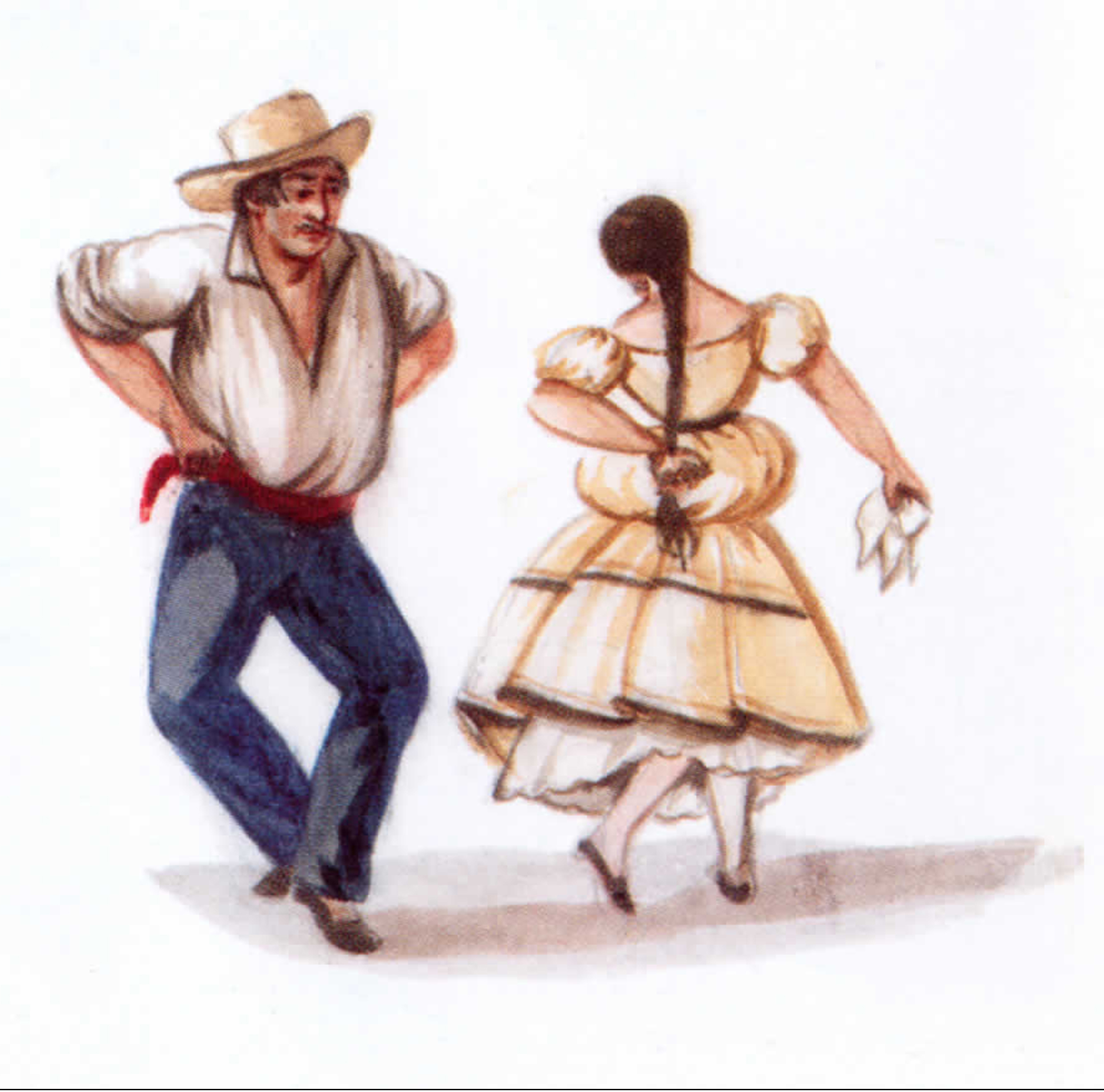
Marinera segundo Pancho Fierro.

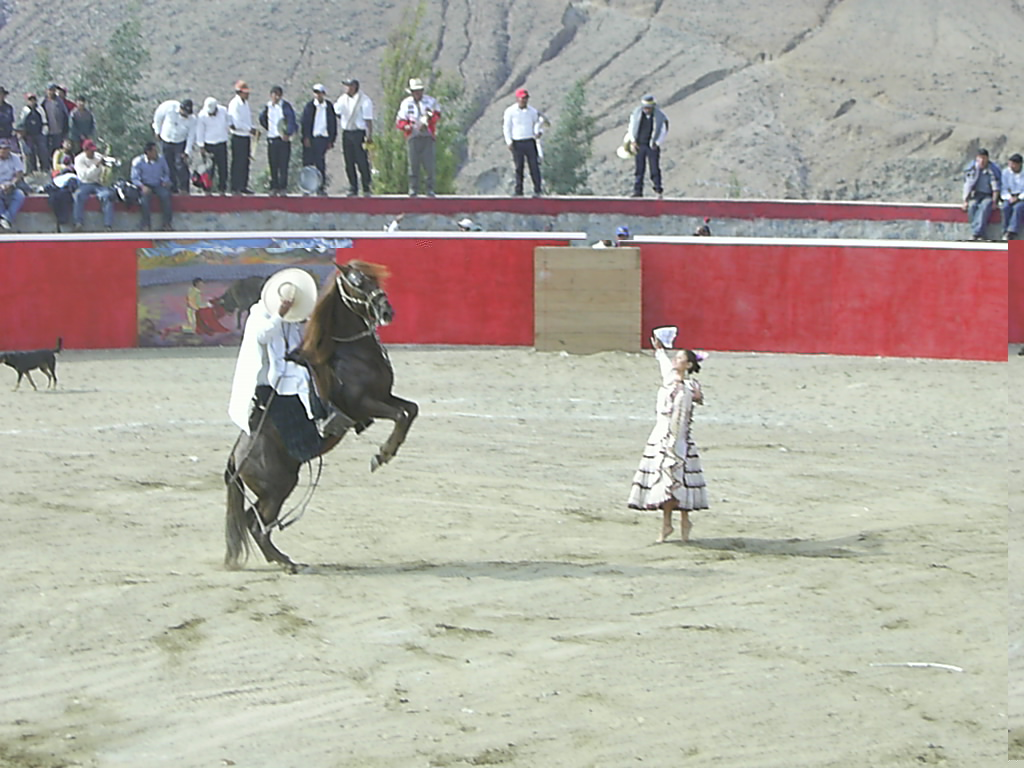
Esta é uma representação da marinera a cavalo.

A marinera possui variantes na costa, serra e amazônia do Peru. As principais variantes são: a marinera limenha, a marinera do norte e a marinera dos povos do sul do Peru.

### Marinera Limenha
A marinera que se dança na capital do pais é elegante, cadenciada e usa um lençol. Pode se interpretar num tom musical maior o menos. A marinera de contraponto, o "canto de jarana" acostuma contar de três quartetas, resbalosa e fuga (pode ser mais de uma). A marinera limenha é uma dança de salão que comparte com as outras variantes uma estrutura comum, composta pela "primeira", "segunda" e "terça" jarana, resbalosa e fuga.
A vestimenta da marinera limenha é elegante e sóbria. A peça principal é um vestido de mangas abaloadas feito em seda, cetim ou material similar. O vestido se estende até os tornozelos. Não é por azar sua semelhança com a vestimenta da cueca chilena já que ambas danças têm uma origem comum. A parte superior do vestido cubre o busto e continua apertado ao corpo até a bacia. A saia tem um voo amplo mas não chega a ter o volume do vestido da marinera do norte ou da puneña.
A dançarina deve usar uma anágua o fustão de cetim debaixo o vestido. Essa roupa interior ficara parcialmente exposta durante a dança com o seus movimentos. É obrigatório o uso do lençol na mão e de calçado do salto. O estilo de cabelo é simples, recolhido a atras com um monho. Embora, é aceitado o uso de brincos

### Marinera do norte
Se desconhece sua origem exata. Adquiriu características de danças vice-reais do nativos do norte e foi conhecida como marinera durante a Guerra do Pacifico.
Na marinera do norte, o homem dança com sapatos e a mulher - que representa à camponesa - não os usa. Com os ensaios e a pratica constante, a sola dos pés das dançarinas se endurecem e podem dançar sobre solos irregulares, pedregosos, muito ásperos e frequentemente quentes sem que isso afete a qualidade da dança. Se disse "quanto pior é o solo, melhor é a dançarina". Além de destreza e ensaios constantes, a marinera demanda também grande esforço físico e sacrifícios por parte dos dançarinos, que devem suportar exercícios e dietas.
A marinera no norte (departamentos de Lambayeque, La Libertad, Piura e outros) é ágil, elegante, livre, alegre e espontânea, mostrando durante toda a dança um colóquio amoroso na qual a mudama flerta com picardía, astúcia e inteligência expressando sua afetividade, enquanto o homem corteja, acompanha, paira e conquista a seu consorte. Este mensagem desenvolveu-se durante a execução da dança e é necessário que seja cantada.
No referente ao vestido típico das damas, devemos mencionar que não existem vestidos de marinera mas bem as dançarinas devem usar vestidos típicos dos povos do norte tal como se vestiam nos começos do século XIX. Nos homens é muito conhecido o indumentária típica do cholo do norte conhecido como "chalán", com poncho de tela e fio, chapéu de palha de aba larga. Em alguns povos do norte se usa o indumentária de drill blanco de costura simples, característico de toda a costa norte peruana. Os sapatos devem ser pretos.

### Marinera punenha

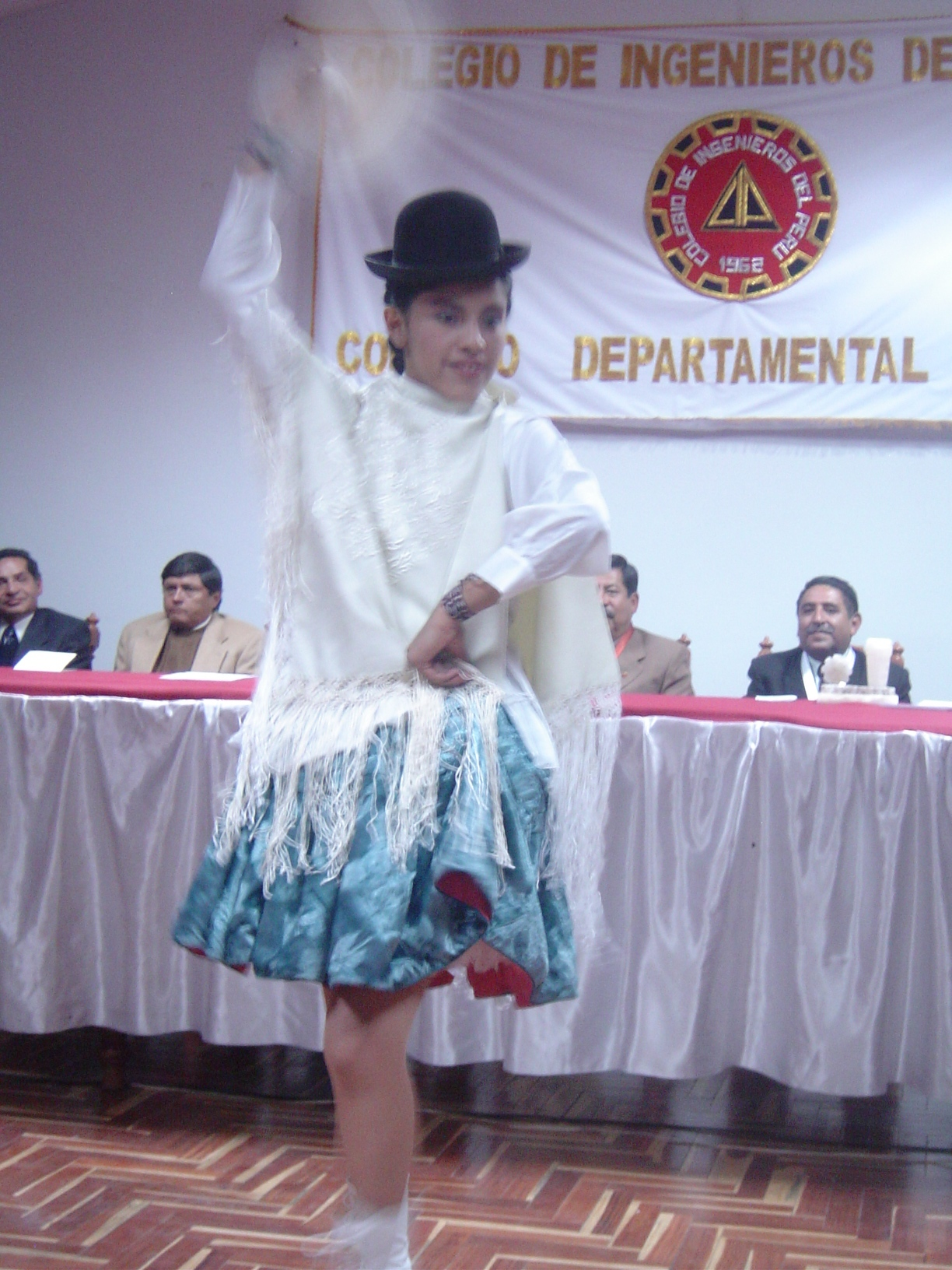
Mulher dançando marinera punenha.

No Puno, a marinera é uma dança carnavalesca, com movimentos muito candenciosos, dançada uma a continuação do outra. A primeira, de características semelhantes a outras marineras seguida de um huayno pandillero. Criadas no estrato social

### Marinera arequipenha
Desde o Departamento de Arequipa, a antiga zamacueca foi chevada a Bolivia, Chile e Argentina. A  marinera arequipenha têm um ritmo mais lento respeito das marineras limenha e do norte. Estas se escrevem em 6/8 e se interpretam a dois tempos, enquanto, pelo feral, as marineras arequipenhas se escrevem em 3/4 e se interpretam a três tempos. Alem disso, a marinera arequipenha têm uma música mais melancólica que as outras mais seus letras são, pelo geral, pícaras e alegres.

### Marineras andinas o serranas
Estas têm mais influença andina. Geralmente escritas em tom menor, têm movimentos lentos que se repetem duas vezes e terminam em fuga de Huayno.

### Marinera con cavalo peruano de passo
A marinera é a dança nacional do Peru e sua execução procura ser feita com ostentação de graça, picardia e destreza. Por seu parte, o cavalo peruano de passo é uma raça quina surgida durante o vice-reino cujos exemplares são adestrados para executar um trote peculiar.

## Competição Nacional de Marinera
Desde 1960, durante a última semana de janeiro de todos os anos, se realiza na cidade de Trujillo a "Competição Nacional de Marinera". Este é uma competição de fama internacional na qual participam miles de casales provenientes de todo o pais e o exterior. É um dos maiores eventos do folclore peruano e se constituiu em uma das principais datas do calendário turístico do Peru. Durante todo o ano anterior a cada competição se realizam no todo o pais competições classificatórias.

## Música
A música da marinera se compôr principalmente pelos seguintes instrumentos:
- Uma base de caixa ou cajón
- Acompanhamento de violão
- Uma “voz” tocada com saxofone y trompete
- Segunda voz tocada com tuba, trombone e clarinete
- Acompanhamento de violino "opcional"